# Lega acarnana

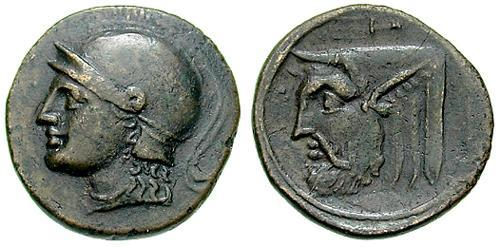
Moneta acarnana emessa nel 300-167 a.C. circa

La lega acarnana era una alleanza tra più città dell'Acarnania fondata nel V secolo a.C., durante la guerra del Peloponneso; nel IV secolo a.C. divenne uno stato federale.

## Storia
Le origini della lega risalgono al V secolo, periodo in cui vengono inviate ambascerie e concluse alleanze. Al 434 a.C. risale il primo intervento militare comune degli Acarnani, decisi a far fuggire alcuni popoli stranieri, non identificati, che avevano invaso la città di Eniadi. Come ritiene la gran parte degli studiosi, la lega acarnana divenne una federazione solo nel IV secolo a.C., su proposta della città di Strato. Il termine greco antico ritrovato sui decreti etolici ed acarnani, koinon (lett. "comune", dal valore aggettivale ma spesso sostantivato in τὸ κοινόν), assume nel contesto geopolitico non tanto il valore di "stato federale", quanto quello di "assemblea comune" o anche "lega".
Quest'ambiguità porta a pensare che la lega avesse poche e marginali funzioni. È possibile che la magistratura non fosse fissa, e che lega avesse funzioni quasi esclusivamente militari, interessandosi dell'elezione di un generale. Dal IV secolo in poi, con l'ufficiale proclamazione dello stato federale, sembra che il territorio dell'Acarnania, anche se piuttosto eterogeneo (costituito da poleis fortificate e villaggi privi di ogni difesa, le komai), venisse diviso in sette distretti per «assicurare una ripartizione omogenea dei diritti e dei doveri federali.»
Nel 252 a.C. l'Acarnania venne conquistata e Strato, la città principale, venne assorbita dalla lega etolica.